# Hedwig Sofia de Suècia

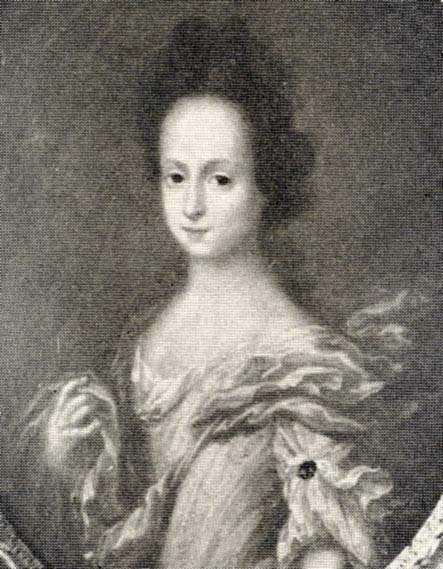
Hedwig Sofia de Suècia.

Hedwig Sofia de Suècia (en suec Hedvig Sofia av Sverige) va néixer a Estocolm el 26 de juny de 1681 i va morir també a la capital sueca l'11 de desembre de 1708. Era la filla gran del rei Carles XI de Suècia (1655-1697) i d'Ulrica Elionor de Dinamarca (1656-1693).

## Biografia
Des de ben jove va mostrar un gran interès en diversos camps de saber humanístic, cosa que la situà com una figura destacada al si de la família reial. El 12 de juny de 1698, quan encara no havia complert els disset anys, es va casar a Estocolm amb el seu cosí el duc Frederic IV de Holstein-Gottorp, fill del duc Cristià Albert de Holstein-Gottorp (1641-1695) i de la princesa Frederica Amàlia de Dinamarca (1649-1704). Un matrimoni que satisfeia els interessos polítics d'enfortir els lligams de Suècia amb el ducat de Holstein-Gottorp.
A l'agost de 1698 es va traslladar, doncs, als dominis de Holstein-Gottorp, al sud de Dinamarca. Però, a l'estiu següent, retornaria a Suècia amb el seu marit degut a les hostilitats que mantenia amb el regne de Dinamarca. Frederic va participar en les campanyes militars del seu cunyat el rei Carles XII de Suècia a Polònia, on el 9 de juliol de 1702 va morir en la batalla de Klissow, a l'edat de 30 anys. El matrimoni va tenir un únic fill Carles Frederic (1700-1739), hereu del ducat que es casaria amb Anna Petrovna (1708-1728), filla del tsar Pere I de Rússia. Donat que Carles Frederic tenia només dos anys, Hedwig Sofia va exercir de tutora, tot i que el govern del ducat era dirigit pel bisbe de Lübeck, Cristià August de Holstein-Gottorp.